# Donald Glover
Donald McKinley Glover, Jr. (n.  ?), cunoscut și sub numele de scenă Childish Gambino pentru activitățile sale muzicale, este un actor, scenarist, regizor, producător, comedian, muzician, rapper și DJ american.
Din punct de vedere cinematografic, a devenit cunoscut pentru rolurile sale din serialul de televiziune Community, în care l-a interpretat pe Troy Barnes între 2009 și 2013. Apoi a jucat în filmele The Martian, Spider-Man: Homecoming și Solo: A Star Wars Story, în care l-a interpretat pe Lando Calrissian. A scris, regizat și produs serialul Atlanta (2016-2022), în care a jucat un rol principal. Pentru munca sa la Atlanta, a câștigat diverse premii, inclusiv două premii Emmy, precum și două premii Globul de Aur.
Din punct de vedere muzical, activează sub pseudonimul Childish Gambino, ca rapper, cântăreț și compozitor și ca disc jockey sub numele de mcDJ. A lansat patru albume și a avut succes cu single-urile „Redbone” în 2016 și „This Is America” în 2018, pentru care a câștigat mai multe premii Grammy și a ajuns pe primul loc în Billboard Hot 100.